# Roulettes
RAAF Roulettes – zespół akrobacyjny Royal Australian Air Force (sił powietrznych Australii), powstały w roku 1970 w bazie wojskowej RAAF-u w Wiktorii. 
Początkowo zespół wykorzystywał samoloty myśliwskie z okresu końcowego II wojny światowej produkcji brytyjskiej De Havilland Vampire. Później jednak wybrane zostały nowe samoloty szkolne produkcji Włoskiej Aermacchi MB-326. W roku 1989 zespół ponownie zmienił samoloty na Pilatus PC-9, które są używane do dziś. Dodatkowo maszyny otrzymały malowanie zespołu oraz zostały wyposażone w tzw. wytwornicę dymów.

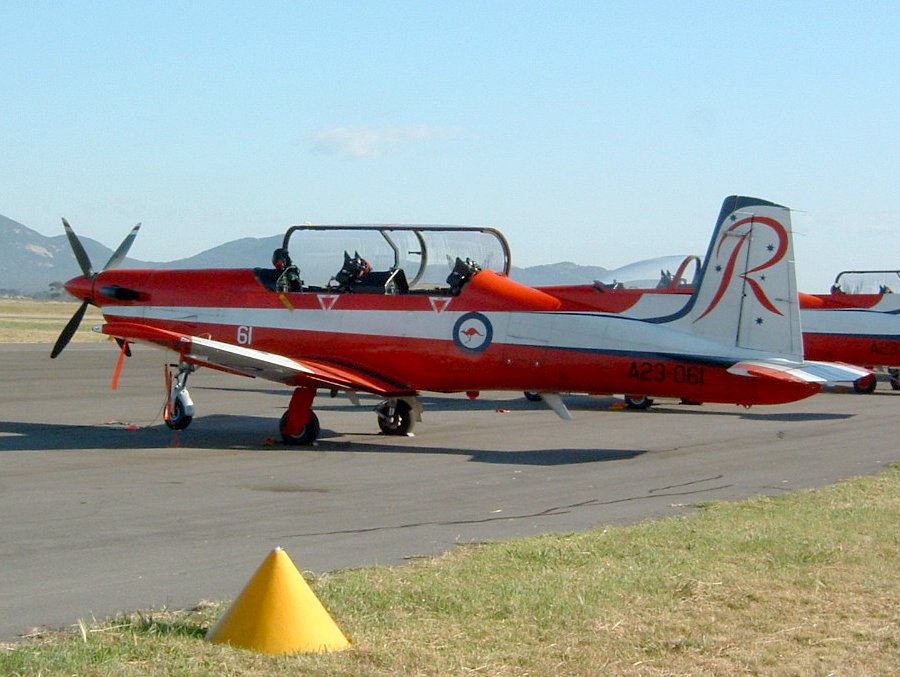
Pilatus PC-9 w barwach Roulettes